# Słownik łacińsko-niemiecko-polski Franciszka Mymera
Słownik łacińsko-niemiecko-polski – trójjęzyczny słownik łacińsko-niemiecko-polski, opracowany przez Franciszka Mymera w pierwszej połowie XVI wieku .
Słownik nawiązuje do wydanego w Wiedniu w 1513 słownika łacińsko-niemiecko-czeskiego Murmeliusza Dictionarius trium linguarum Latine, Teutonice, Bohemice. Zachował się jeden egzemplarz pierwszego wydania słownika Mymera (Kraków 1528) w Bibliotece Uniwersyteckiej w Uppsali. 

## Makrostruktura
Słownik ma układ tematyczny. Innowacją jest wprowadzenie alfabetycznego układu dla haseł łacińskich.  Przykłady grup tematycznych dla haseł polskich: O niebie; O czasiech; O robakach y morskich dziwach; O kuchni y rozlicznym gratu.   

## Historia
Słownik znany jest w dwóch wersjach:
- Dictionarius trium linguarum, latine, teutonice et polonice potiora vocabula continens, Kraków, Maciej Szarfenberg, 1528 (lub po 1528)
- Dictionarius trium linguarum: Latine: Teutonice et Polonice potiora vocabula continens, Kraków, Hieronim Wietor, 1541 (oraz następne wydania)[4].

Hasła w dziele Mymera ułożone są rzeczowo. W większości są to rzeczowniki nazywające przedmioty codziennego użytku (np. broń, przedmioty związane z łaźnią) oraz przymiotniki.

## Wydania
Pierwsze wydanie nastąpiło w 1528 roku. Słownik miał następujące wydania:
- Dictionarius trium linguarum – pierwsze wydanie z Krakowa, druk Maciej Szarfenberg, (1528),
- Dictionarius trium linguarum – druga edycja, Kraków, Maciej Szarfenberg, (1530),
- Dictionarius trium linguarum – trzecia edycja, Kraków, druk Hieronim Wietor, (1541),
- Dictionarius trium linguarum – Kraków, druk dziedzice M. Szarfenberga, (1550)
- Dictionarius trium linguarum – wydanie z Królewca, druk Geoerg Osterberger, (1592),
- Dictionarium trium linguarum – wydanie faksymilowe, W. Gruszczyński, w Dwa najstarsze drukowane słowniki polskie w wydaniu faksymilowym, Kraków (1997).